# Hervormde kerk (Sint Anna ter Muiden)
De Hervormde kerk is een voormalige Nederlands hervormde kerk in Sint Anna ter Muiden in de provincie Zeeland.

## Geschiedenis
De 14e-eeuwse toren is het enige dat rest van een gotische kruiskerk die tijdens de Tachtigjarige Oorlog werd verwoest. De toren deed, toen het stadje in de 14e eeuw nog een haven had, ook dienst als vuurtoren De kerk was gewijd aan de heilige Anna, de moeder van Maria. Deze kerk werd verwoest tijdens de Tachtigjarige Oorlog (omstreeks 1600). Aan de zuidzijde werd in 1653 een hervormd kerkje aangebouwd. De kerk kreeg in 1973 de status van rijksmonument.
In 2013 droeg de PKN het kerkgebouw over aan de Nationale Maatschappij tot Behoud, Ontwikkeling en Exploitatie van Industrieel Erfgoed (BOEi) Tussen 2013 en 2014 werd de kerk gerestaureerd. Sindsdien wordt het gebouw gebruikt voor lokale activiteiten, bruiloften en ceremonies.

## Interieur
Aan de oostkant bevindt zich een kansel en aan de westkant een eenklaviers pijporgel, dat in 1871 gemaakt werd door H. Knipscheer.
In de toren bevinden zich een aantal middeleeuwse grafstenen en in de kerk hangen twee rouwborden uit de 17e eeuw.

## Fotogalerij

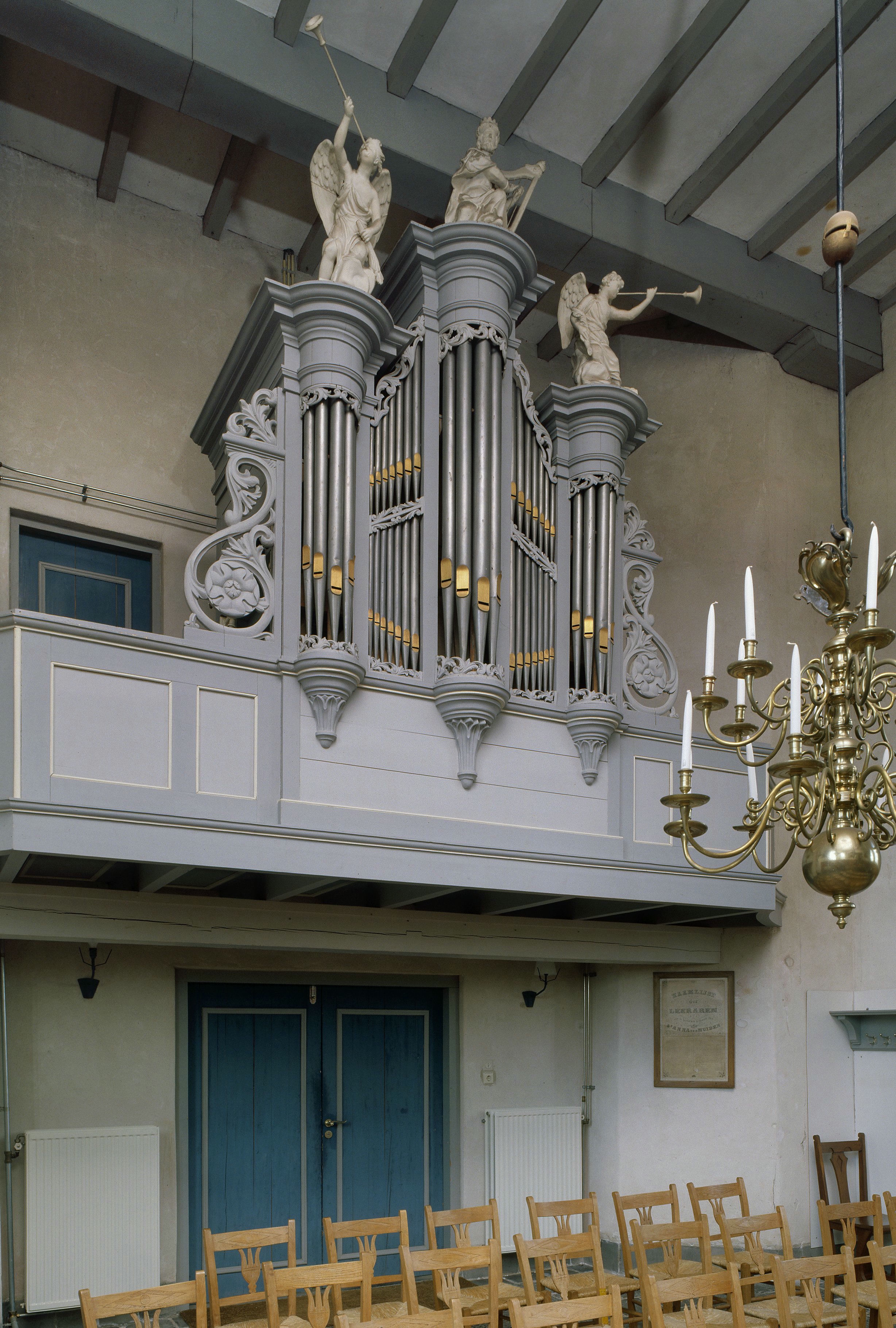
Pijporgel
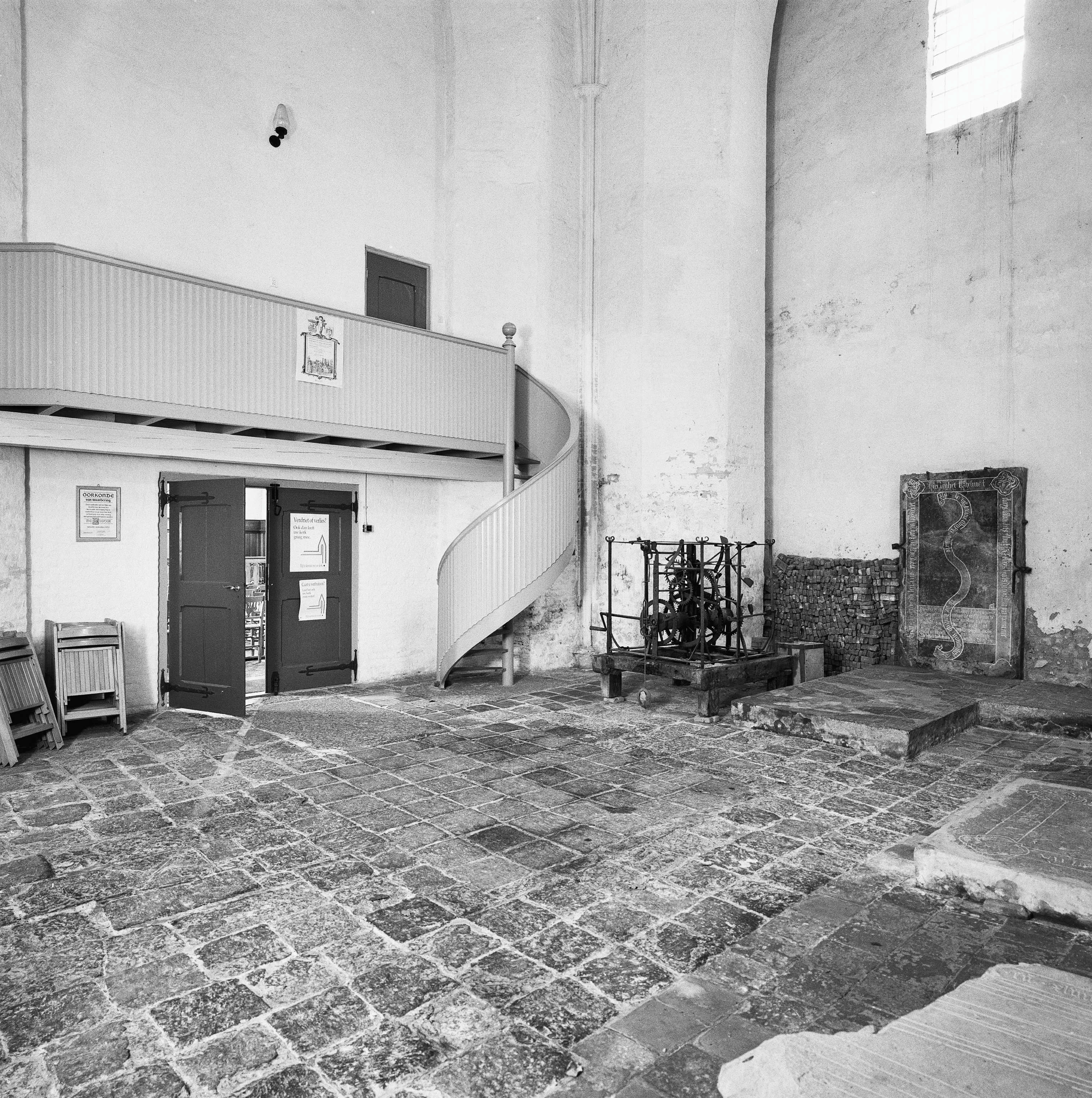
Interieur van de toren
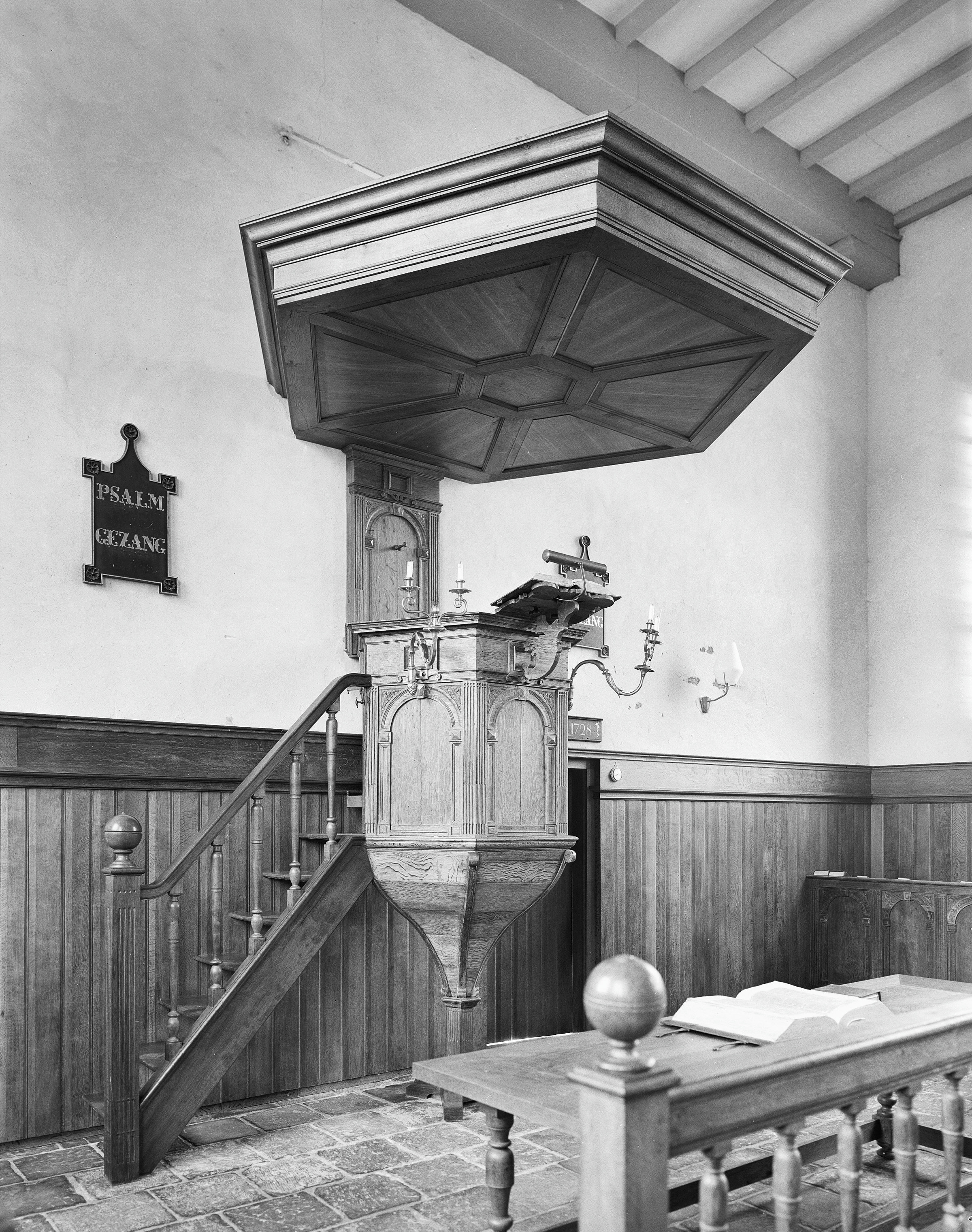
Preekstoel